# Неповезано
Неповезано (енгл. Disconnect) је амерички драмски филм из 2012. године у режији Хенрија-Алекса Рубина, а написао је Ендри Стерн. Глумачку екипу чине Џејсон Кент Бејтман, Хоуп Дејвис, Френк Грило, Мајкл Никвист, Паула Патон, Андреа Рајзборо, Алекандер Скарсгорд, Макс Тириот, Колин Форд и Јона Бобо.  Филм истражује како људи доживљавају негативне стране савремене комуникацијске технологије пратећи три приче које се међусобно повезују.

## Тема
Амбициозна, перспективна репортерка Нина Дунам интервјуисала је осамнаестогодишњег стрипера, Кајла, преко видео-чета. Кајл, бегунац, ради за човека по имену Харви, у "кући" заједно са другим стриперима и стриптизетама. Међутим, након што је разговор стекао значајну улогу, ФБИ захтева да репортерка открије адресу куће како би могли зауставити операцију. Пошто је платила Кајлу како би остварила почетни контакт, можда је прекршила закон. Као резултат тога, полиција и њен послодавац су такође вршили притисак на њу да сарађује. Нина жели да спасе Кајла од тог посла, али страхује да ће изгубити поверење у тај процес. Кајл јој невољно даје адресу, али Харвију је дојављена операција и читаво домаћинство бежи. Нина их прати до мотела где одседају и моли Кајла да оде са њом. Кајл је у почетку спреман да то учини, али кад је Нина неодлучна да му гарантује сигурно уточиште у њеној кући, он то одбија. Харви их посматра како се свађају, а онда је ошамарио Нину. Цела група одлази, а Нина одлази у сузама.
Два дечака, Џејсон и његов пријатељ Фрај, лажно се представљају као девојка по имену "Џесика Рони" на Фејсбук Месенџер-у и убеђују тинејџера Бена (он је син Рича, адвоката ТВ станице на којој Нина ради) да пошаље своју голишаву слику. Дечаци деле ту слику са осталима и слику су видели готово сви из разреда. Бен се толико срамоти овим сајбер малтретирањем да покушава самоубиство бешењем и завршава у коми. Рич упорно тражи Бенове друштвене мреже, тражећи одговоре, и започиње ћаскање са "Џесиком". Џејсон посећује Бена у болници, где упознаје Рича, који се лажно зове Мајк. Џејсонов отац (који се заправо зове Мајк) открива шта су Џејсон и Фрај радили и љути се. Међутим, он штити свог сина брисањем доказа на Фрајовом телефону. Касније Рич открива идентитет "Џесике" и љутито одлази у Мајкову кућу, што резултира физичком свађом. Џејсон покушава да интервенише и Рич га удара хокејашком палицом. Борба се завршава када Мајк удари Рича, који падне на земљу.
Млади брачни пар, Дерек и Синди, још су девастирани због трагедије која се догодила пре две године: смрти њиховог јединог сина од СИДС-а. Синди не може престати да тугује, а Дерек не може говорити о њиховом губитку нити се бавити својим осећањима. Једног дана, пар сазнаје да су им идентитети украдени на мрежи. Они ангажују приватног детектива Мајка (Џејсоновог оца) да пронађу лопова; након што је открио да Синди редовно ћаска на веб-локацији групе за подршку, Мајк утврђује ко је лопов идентитета. Синди и Дерек иду за осумњиченим, Стивеном Шумахером, пратећи га, па чак и проваљјући у његов дом ради доказивања. Непосредно пре него што се Дерек суочи с њим на улазним вратима, Мајк га зове да му каже да ни Шумахер није њихов човек и да је Шумахер жртва лопова. Шумахер, који је приметио Синди и Дерек како га прогоне, у свом аутомобилу суочава их с пушком; међутим, Дерек, бивши маринац, разоружава га и тера да се врати у своју кућу. Синди је у стању да одузме пиштољ, објашњавајући да ју је Стивен тешио на мрежи.
Филм се завршава тако да се ниједна прича не разреши, али сви ликови су престали да се "дисконектују" и приближили су се онима које воле.

## Улоге
| Глумац               | Улога             |
| -------------------- | ----------------- |
| Џејсон Бејтман       | Рич Бојд          |
| Хоуп Дејвис          | Лидија Бојд       |
| Френк Грило          | Мајк Диксон       |
| Паула Патон          | Синди Хул         |
| Андреа Рајзборо      | Нина Дунам        |
| Теса Албертсон       | Изабела           |
| Александер Скарсгорд | Дерек Хул         |
| Мајкл Никвист        | Стивен Шумахер    |
| Макс Тириот          | Кајл              |
| Марк Џејкобс         | Харви             |
| Колин Форд           | Џејсон Диксон     |
| Јона Бобо            | Бен Бојд          |
| Хејли Рам            | Еби Бојд          |
| Норберт Лео Бутз     | Питер             |
| Кејси Лемонс         | Роберта Вашингтон |
| Џон Шаријан          | Рос Линд          |
| Авијад Бернштајн     | Фрај              |

## Пријем

### Благајна
Дисконект је отворен у Ограниченом издању 12. априла 2013. у 15 биоскопа и прикупио је 124.000 долара са просеком 8.267 долара по биоскопском рангу # 31 на благајни. Највеће издање филма у домовини било је у 180 биоскопа, а у САД је зарадио 1,436,900 долара и 1,991,148 долара у иностранству, укупно 3,428,048 долара.  

### Критика
Дисконект је добио оцену од 68% на Ротен Томејтоуз-у на основу 75 критика са просечном оценом од 6,6 од 10. Критички консензус каже: „То је дидактично у спотовима и мелодраматично код других, али снажна веза овог филма помаже да се направи правовремено, ефикасно истраживање технолошког преоптерећења модерног друштвa". Филм такође има оцену 64 од 100 на Метакритик-у на основу 24 критичара што указује на" опште повољне критике ". 
Ричард Рупер из Чикаго Сaн-Тајмс-а дао је филму четири од четири звезде и написао: "Чак и када се драматични улози подигну до тачке ударања музике коју прати супер споро кретање, потенцијално трагично насиље,"Disconnect"ме ударио у жицу на начин на који је мало филмова последњих година. Веровао сам животима ових људи, веровао сам да ће они учинити драстичне ствари које се раде у кризи. Мучио сам се са њима кад ствари крену ужасно погрешно. Требало би да погледaте овај филм. Молим вас ... Није било тренутка током овог филма када бих размишљао о нечему другом осим о овом филму". 